# Carnival Phantasm
Carnival Phantasm (カーニバル・ファンタズム?, Kānibaru Fantazumu) è una serie OAV ispirata al manga Take Moon (テイク・ムーン?, Teiku Mūn, ufficialmente stilizzato come TAKE MOON) di Eri Takenashi, che, ambientato nell'universo immaginario di Type-Moon, riprende personaggi e situazioni dalle celebri opere della casa di produzione: Tsukihime, Melty Blood e Fate/stay night. La serie, di genere parodico-demenziale, è stata animata per festeggiare i dieci anni di attività della compagnia.

## Trama
L'Ahnenerbe è un pub che appare e scompare attraverso diversi mondi paralleli. Una volta ogni dieci anni si tiene un evento chiamato "Carnival" nel quale le storie di più mondi entrano i contatto fra di loro, permettendo così ai rispettivi personaggi di incontrarsi. Durante questo periodo, numerosi personaggi presenti nelle opere create da Type-Moon (Fate/stay night, Tsukihime e Melty Blood) si ritrovano a vivere situazioni comiche e parodistiche.

## Personaggi

Akiha, Hisui, Ciel, Kohaku, Arcueid, Saber, Illya, Rin, Taiga e Sakura nella sigla iniziale

### Personaggi diFate/stay night
Shirō Emiya (衛宮 士郎?, Emiya Shirō)
Doppiato da: Noriaki Sugiyama
Eroe di Fate/stay night e uno dei protagonisti delle gag di Carnival Phantasm.
Saber (セイバー?, Seibā)
Doppiata da: Ayako Kawasumi
Eroina di Fate/stay night. Le peculiarità del suo carattere - intransigente e battagliero, cui spesso si accompagna un grande appetito - sono state accentuate per un maggiore effetto comico.
Rin Tōsaka (?, 遠坂 凛, Tōsaka Rin)
Doppiata da: Kana Ueda
Uno dei principali personaggi di Fate/stay night. In questa serie dotata di un alter ego da mahō shōjo di nome Kaleido Ruby.
Sakura Matō (間桐 桜?, Matō Sakura)
Doppiata da: Noriko Shitaya
Una delle eroine di Fate/stay night. Qui supportata attivamente dal Servant Rider, Sakura rimane un personaggio minore e poco presente negli episodi.
Lancer (ランサー?, Ransā)
Doppiato da: Nobutoshi Canna
Servant di Kirei Kotomine e Bazett Fraga McRemitz. Va spesso incontro alla morte per cause fortuite al limite del paradossale, secondo una gag ormai canonica.
Gilgamesh (ギルガメッシュ?, Girugamesshu)
Doppiato da: Tomokazu Seki e Aya Endō (bambino)
Servant superbo e prepotente, rinfaccia a tutti la propria superiorità in quanto Re dei Re, come autoproroclamatosi. Nella serie fa una breve apparizione la versione bambina, come Servant di Caren Ortensia.

### Personaggi diTsukihimeeMelty Blood
Shiki Tōno (遠野 志貴?, Tōno Shiki)
Doppiato da: Kenji Nojima
L'eroe della serie Tsukihime.
Arcueid Brunestud (アルクェイド・ブリュンスタッド?, Arukweido Buryunsutaddo)
Doppiata da: Ryōka Yuzuki
Una delle principali eroine di Tsukihime. All'interno della stagione anime è protagonista di una miniserie a lei dedicata dal titolo di Phantasmoon, nella quale Arcueid, nei panni di una ragazza magica che strizza l'occhio alla celebre Sailor Moon, combatte contro malvagie creature fisicamente simili a funghi.
Ciel (シエル?, Shieru)
Doppiata da: Kumi Sakuma
Una delle principali eroine di Tsukihime. Il suo amore per Shiki la porta a scontrarsi violentemente con Arcueid ed Akiha per conquistarsi le attenzioni del ragazzo.
Akiha Tōno (遠野 秋葉?, Tōno Akiha)
Doppiata da: Hitomi
Una delle principali eroine di Tsukihime. Nell'anime vengono comicamente accentuate le sue qualità tsundere e il suo attaccamento maniacale verso il fratello Shiki, portandola - quando arrabbiata - a manifestare la propria gelosia con un improvviso e collerico cambio di colore dei capelli, che passano dal tradizionale ed umano nero corvino al rosso demoniaco.
Hisui (翡翠?, Hisui)
Doppiata da: Miyu Matsuki
Una delle principali eroine di Tsukihime. Domestica di casa Tohno.
Kohaku (琥珀?, Kohaku)
Doppiata da: Naoko Takano
Una delle eroine di Tsukihime. Domestica di casa Tohno, qui caratterizzata soprattutto da un'indole da scienziata pazza.

### Ahnenerbe
Neko-Arc (ネコアルク?, Neko-Aruku)
Doppiata da: Ryōka Yuzuki
Un gatto antropomorfo dalle fattezze di Arcueid. Il suo lavoro al caffè consiste nel servire al bancone; commenta ed introduce spesso gli episodi della serie, oltre che accogliere ed intrattenere gli ospiti.
Neko-Arc Chaos (ネコアルク・カオス?, Neko-Aruku Kaosu)
Doppiato da: Jōji Nakata
Un gatto antropomorfo dalle sembianze di Nrvnqsr Chaos.
Neko-Arc Destiny (ネコアルク・ディスティニー?, Neko-Aruku Disutinī)
Doppiata da: Atsuko Tanaka
Un gatto antropomorfo dai capelli rosa. Il suo atteggiamento da donna navigata le rende facile attaccare bottone con gli avventori e lasciarsi andare a malinconiche divagazioni sull'amore e il romanticismo.
Neko-Arc Bubbles (ネコアルク・バブルス?, Neko-Aruku Baburusu)
Doppiato da: Kumi Sakuma
Un gatto antropomorfo dai capelli biondi. Incapace di parlare, si esprime con versi e buffe espressioni.
Neko-Arc Evolution (ネコアルク・エボリューション?, Neko-Aruku eboryūshon)
Doppiato da: Kenji Nojima
Un gatto dalle tendenze otaku. Sebbene non lavori ufficialmente all'Ahnenerbe Cafe, trascorre buona parte del suo tempo gironzolando per il locale.

### Altri personaggi
Graal-kun (聖杯くん?, Seihai-kun)
Doppiato da: Noriko Shitaya
Manifestazione del Graal, cui spesso gli altri personaggi chiedono consiglio per risolvere i propri problemi, richiamando in chiave parodica il celebre gatto Doraemon. Tuttavia, il Graal non propone che una soluzione per tutti i casiː un coltello da cucina, cui segue una velata incitazione alla violenza e al delitto.
Saber rossa (赤セイバー?, Aka Seibā)
Doppiata da: Sakura Tange
Protagonista del videogioco Fate/EXTRA. Tende a competere violentemente con Saber, con la quale condivide solo le fattezze fisiche; Red Saber, infatti, si distingue dall'omonima blu per il carattere più aggressivo, cocciuto ed orgoglioso, cui si accompagna una certa libertà di costumi. Come infatti afferma lei stessa nel corso dell'episodio 8, non le dispiace concedere il suo corpo allo sguardo dei suoi fan e perciò indossa un abito da combattimento ben più "scoperto" rispetto alla rivale omonima.

## Anime
Gli episodi, messi in commercio in cofanetti da più episodi, sono stati seguiti anche da episodi speciali tra cui si conta Fate/Prototype, una breve animazione che riprende la sceneggiatura originale di Fate/stay night così come Kinoko Nasu l'aveva concepita originariamente, ai tempi di scuola.

### Episodi
| Nº        | Titolo italiano (traduzione letterale) Giapponese 「Kanji」 - Rōmaji                                                                                          | Prima edizione   | Prima edizione |
| Nº        | Titolo italiano (traduzione letterale) Giapponese 「Kanji」 - Rōmaji                                                                                          | Giapponese       |                |
| 1         | La quinta grande lotta fra maghi: la Guerra del Santo Graal 「第5次魔術師大激突チキチキ聖杯戦争」 - Dai-go-ji Majutsushi Dai-gekitosu Chikichiki Seihai Sensō | 12 agosto 2011   |                |
| 2         | Tu-tumǃ MELTY BLOOD 「ドキッ☆メルティブラッド」 - Doki Meruti Buraddo                                                                                         | 12 agosto 2011   |                |
| 3         | Non importa dove, sogni sotto al sole 「どこでもヒナタノユメ」 - Dokodemo Hinata no Yume                                                                      | 12 agosto 2011   |                |
| 4         | Tu-tum! La grande tattica per gli incontri amorosi 「ドキドキデート大作戦」 - Dokidoki Dēto Dai-sakusen                                                       | 12 agosto 2011   |                |
| 5         | Berserker e la sua prima commissione 「バーサーカー はじめてのおつかい」 - Bāsākā Hajimete no Otsukai                                                         | 28 ottobre 2011  |                |
| 6         | Una telenovela TYPE-MOONː Sakura 「型月連続テレビ小説 さくら」 - Katasuki Renzoku Terebi Shōsetsu Sakura                                                      | 28 ottobre 2011  |                |
| 7         | Un regalo esperto 「通な贈り物」 - Tsū na Okurimono | 28 ottobre 2011  |                |
| 8         | Saber al lavoro 「はたらくセイバー」 - Hataraku Seibā | 28 ottobre 2011  |                |
| Speciale  | Il castello di Illya 「イリヤ城」 - Iriya Jō | 28 ottobre 2011  |                |
| EX Season | Akiha Tōno è preoccupata 「遠野秋葉は悩んでいる」 - Tōno Akiha wa nayande iru                                                                                 | 26 novembre 2011 |                |
| 9         | Grand Prix del Santo Graal 「Seihai Granprix」 - Seihai Granprix                                                                                              | 31 dicembre 2011 |                |
| 10        | La regressione a loli 「洗脳探偵ロリ返り」 - Sennō Tantei Rori Gaeri                                                                                          | 31 dicembre 2011 |                |
| 11        | FINAL DEAD LANCER 「FINAL DEAD LANCER」 | 31 dicembre 2011 |                |
| 12        | Tu-tumǃ La grande tattica per gli incontri amorosi: la risposta 「ドキドキデート大作戦 解答編」 - Dokidoki Dēto Dai-sakusen - Kaitō-hen                       | 31 dicembre 2011 |                |
| Speciale  | HibiChika Special 「ひびちかスペシャル」 - HibiChika Supesharu                                                                                                | 7 luglio 2012    |                |